# Robert Meza
Robert Meza là một chính khách người Mỹ đến từ Phoenix, Arizona, từng là thành viên của Hạ viện Arizona từ Quận 30 kể từ ngày 14 tháng 1 năm 2019. Trước đây ông đã phục vụ tại Thượng viện bang Arizona từ năm 2011 đến 2019, và cũng đã phục vụ bốn nhiệm kỳ trước tại Hạ viện Arizona từ 2003 đến 2011.
Là một đảng viên Dân chủ, ông đại diện cho Lập pháp Quận 30 đáng tin cậy của đảng Dân chủ bao gồm một phần của trung tâm và phía tây Phoenix và một phần của Glendale, Arizona. Ông lần đầu tiên được bầu vào Hạ viện Arizona vào năm 2002 và giành chiến thắng trong cuộc bầu cử lại vào các năm 2004, 2006 và 2008. Giới hạn nhiệm kỳ khiến ông không thể tìm kiếm một nhiệm kỳ Hạ viện thứ năm vào năm 2010, ông đã không tham gia vào ghế Thượng viện bang Arizona.
Trong khi phục vụ tại Hạ viện Arizona và trong nhiệm kỳ đầu tiên tại Thượng viện bang Arizona, Meza đại diện cho Khu vực Lập pháp số 14. Meza bắt đầu phục vụ Quận Lập pháp thứ 30 sau cuộc bầu cử năm 2012. Điều này là do phân phối lại dựa trên kết quả của Tổng điều tra dân số năm 2010.
Trong biennium lập pháp 2017-2018, ông phục vụ trong ba ủy ban: Thương mại và An toàn công cộng, Chính phủ và Đạo đức Thượng viện.
Sau khi tốt nghiệp Đại học Notre Dame, Meza dành bảy năm trong ngành ngân hàng, nơi ông làm việc cho các khoản vay nhỏ và thương mại. Ông hiện đang làm việc cho Viện Lãnh đạo Thanh niên AGUILA, một tổ chức phi lợi nhuận hoạt động với cộng đồng Latino ở Arizona.
Ông là người đồng tính công khai, và phục vụ cùng với ba nhà lập pháp LGBT công khai khác: Dân biểu Daniel Hernández Jr., D-Tucson, Dân biểu César Chávez, D-Phoenix; và Dân biểu Tony Navarrete, D-Phoenix.
Vào tháng 10 năm 2017, vào ngày Quốc khánh sắp tới, bốn nhà lập pháp đã tuyên bố thành lập một LGBTQ Caucus mới trong cơ quan lập pháp.